# Mehanički čekić
Mehanički čekić može biti ručni i strojni, a najčešće je pogonjen stlačenim zrakom (komprimiranim zrakom - pneumatski čekić). Kao ručni primjenjuju se u građevinarstvu za prekopavanje cesta, razbijanje betona i kamena, u kotlogradnji za zakivanje, podbijanje, porubljivanje ili za izradbu žljebova za zavarene spojeve. Kao strojni primjenjuju se za izradu bušotina u rudarstvu, klesarstvu i građevinarstvu. Osnovicu mehanizma čine stublina (cilindar) i stap, koji služi kao malj. On se s pomoću stlačenog zraka ubrzava i udara po dlijetu ili alatu ritmom od 1500 do 3500 hodova u minuti. Tlak je zraka od 5 do 7 bara. Udarci po dlijetu, svrdlu ili alatu mogu se proizvesti posebnim mehanizmom uz pomoć rotacije osovine elektromotornim pogonom (udarni čekić). Takav mehanizam omogućuje i do 22 000 udaraca u minuti.

## Pneumatski udarni cilindar
Pneumatski udarni cilindar koristi se kad je potrebno ostvariti udarno djelovanje (kovanje, zakivanje, utiskivanje i slično). Karakteristika ovih cilindara je masivni klip bez klipnjače koji na jednom kraju hoda udara u alat. Svojim kretanjem naprijed-nazad klip naizmjenično otvara i zatvara dva aksijalna (uzdužna) 
provrta u cilindru. Time se kroz provrte naizmjenično odzračuje prednja i stražnja komora cilindra. To dovodi do naizmjeničnih promjena tlaka koje prebacuju položaj ventila za napajanje ("bistabil"). Tako se kroz taj ventil tlak napajanja naizmjenično dovodi u prednju i stražnju komoru, što dovodi do oscilatornog kretanja klipa naprijed-nazad.

## Vanjske poveznice
|  | Zajednički poslužitelj ima još gradiva o temi Mehanički čekić |